# Bactrocera coracina
Bactrocera coracina
 es una especie de díptero que Drew describió por primera vez en 1971. Bactrocera coracina pertenece al género Bactrocera de la familia Tephritidae. 